# Niantaga
Niantaga est une commune rurale du Mali de l'arrondissement central de Kouniana dans le cercle de Kouniana et la région de Koutiala, elle a pour chef-lieu la localité de Koloni.

## Villages
La commune s'étend sur 3 localités relevées lors du recensement général de 2009 :
- Koloni (3 998 habitants)
- Ngassasso (1 284 habitants)
- Sébé Zanso (921 habitants)

En 2023, la loi 2023-007 attribue à la commune 4 villages, fractions ou quartiers  :
- Koloni
- Ngassasso
- Sougoumousso
- Sébé Zanso